# Volcán Tuzgle
El Tuzgle es un estratovolcán ubicado en la Puna de Atacama en Argentina. Se encuentra íntegramente en el departamento Susques de la provincia de Jujuy, cerca del límite con la provincia de Salta (7 km), a unos 120 km del arco volcánico principal.
Se encuentra en cercanías de la localidad de Puesto Sey y de la Ruta nacional 40 (Argentina).
El Tuzgle forma parte de un área o cadena volcánica llamada Calama-Olacapato-El Toro, que incluye 22 estructuras con edades comprendidas entre el Mioceno Inferior y el Pleistoceno, que incluye, entre otros, al Incahuasi, al Quevar y al Lastarria o Azufrero.
El sistema geotérmico ha sido estudiado con cierto detalle por su potencial como fuente de energía. Se estima que existe un depósito a poca profundidad, receptor de una fuente más profunda donde se presume que supone que intervienen dos sistemas hidrotermales, con temperaturas en el rango de 132 a 142 °C. 

El aprovechamiento de esta fuente de energía podría mejorar de manera sustancial el balance energético de la región.
Existen estudios e iniciativas que buscan valorizar el volcán y su entorno en términos turísticos, tanto por los aspectos geológicos, como por el potencial de las aguas termales y el valor paisajístico.